# ريتشارد جي. ستيرنز
ريتشارد جي. ستيرنز (بالإنجليزية: Richard Gaylore Stearns) هو قاضي ومحامي أمريكي، ولد في 1944 في لوس أنجلوس في الولايات المتحدة.